# Lars Ricken
Lars Ricken (født 10. juli 1976 i Dortmund, Vesttyskland) er en pensioneret tysk fodboldspiller, der tilbragte hele sin aktive karriere, fra 1993 til 2008, som midtbanespiller hos Bundesliga-klubben Borussia Dortmund i sin fødeby. Han nåede at spille over 300 kampe for klubben.
Med Dortmund vandt Ricken tre tyske mesterskaber, samt Champions League og Intercontinental Cup i 1997. I Champions League-finalen mod Juventus F.C. scorede Ricken det tredje og sidste mål i Dortmunds sejr på 3-1, kun 16 sekunder efter at være blevet indskiftet. 

## Landshold
Ricken nåede at spille 16 kampe og score ét mål for Tysklands landshold, som han debuterede for den 10. september 1997 i en kamp mod Armenien. Han var en del af den tyske trup til både Confederations Cup i 1999, samt til VM i 2002 i Sydkorea og Japan, hvor tyskerne vandt sølv.

## Titler
Bundesligaen
- 1995, 1996 og 2002 med Borussia Dortmund

Champions League
- 1997 med Borussia Dortmund

Intercontinental Cup
- 1997 med Borussia Dortmund